# Ansambel Albatros
Ansambel Albatros je koroški zabavni ansambel, ki je nastal leta 1968 v postavi Adi Zih, Edo Kričej, Hinko Filip, Drago Gorenšek in Marjan Popič . S preigravanjem rock in pop glasbe so zabavali občinstvo na koncertih in plesih. 

## Zasedba
1972 je iz ansambla odšel kitarist Adi Zih, zamenjal ga je Jože Praper, pozneje se je Albatrosom pridružil še Jožetov brat Peter Praper. Od takrat so Albatrosi v isti sestavi igrali do leta 1983 (Edo Kričej - saksofon, klarinet; Hinko Filip - bas kitara, vokal; Drago Gorenšek - bobni; Marjan Popič Ožbi - klaviature, harmonika, vokal; Peter Praper - kitara, vokal; in Jože Praper - kitara, vokal). 1983, ko je umrl saksofonist Edo Kričej, je ansambel zapustil tudi Drago Gorenšek. 
Pridružila sta se dva mariborčana. Leta 1987 je prišlo do zadnje menjave - v ansambel sta prišla Miran Pečnik Pec - bas kitara in odlična pevka Marjana Mlinar. Tako so igrali do leta 1989. Ansambel je nato prenehal delovati v veliki zasedbi in se preobrazil v duo, ki sta ga sestavljala Marjan Popič na klaviaturah in Jože Praper na kitari. 1992 se je Albatrosom spet pridružil Peter Praper. Do 2011 je so Albatrosi delovali kot trio. Od 2011 pod imenom Albatros nastopa le še Jože Praper Joc.
- Ansambel Albatros 1985
- Ansambel Albatros s pevko Marjano Mlinar 1988
- Duo Albatros v začetku devetdesetih (Marjan Popič in Jože Praper)
- Trio Albatros v devetdesetih v zasedbi Jože Praper, Marjan Popič in Peter Praper
- Trio Albatros 1996
- Jože Praper kot Albatros 2021

## Delovanje
Posebnost ansambla je bil začetek vsakega nastopa, ki se je začel s skladbo Albatros, ki so jo v prvotni postavi igrali Fletwood Mac.